# Parque provincial Yacuy
El parque provincial Yacuy es un área natural protegida de la provincia argentina de Misiones.
Se encuentra ubicado en cercanías de la localidad de Comandante Andresito el departamento General Manuel Belgrano y posee una extensión de 347 ha ha 86 a 50 ca. Es un anexo del parque nacional Iguazú y su finalidad es proteger el ecosistema de la cuenca del arroyo Yacuy.

## Características generales
Fue creado en 1989 mediante el decreto provincial n.º 57/89, protección que se fortaleció el 3 de octubre de 1991 por medio de la sanción de la ley n.º 2876.

(...) siendo sus límites:
 Al Oeste: Límites Departamental en medio, con el Parque Nacional Iguazú.
 Al Norte: Arroyo Yacuy en medio, con el Lote 13.
 Al Este: Arroyo Yacuy en medio, con el Lote 14-A.
 Al Sur: Arroyo Yacuy en medio, con el Lote 26.

Se creó con el objetivo de preservar el ambiente del curso del arroyo Yacuy, que se encuentra inmediatamente al este del parque nacional Iguazú y anexarlo como área protegida al parque nacional, subsanando un error en el diseño de sus límites.
Desde el punto de vista fitogeográfico, pertenece a la ecorregión selva paranaense, específicamente al distrito de las selvas mixtas. Está ubicado aproximadamente en torno a la posición 25°50′S 54°09′O / -25.833, -54.150.

## Flora y fauna
El parque provincial Yacuy no ha sido relevado en profundidad. Se asume que comparte la diversidad biológica del parque nacional Iguazú, ya que fue creado con el objeto de complementar su protección, perfeccionando su alcance en el límite oriental.
La flora característica incluye ejemplares de laurel (Nectandra saligna), guatambú (Balfourodendron riedelianum), palo rosa (Aspidosperma polyneuron), cedro (Cedrela fissilis), laurel amarillo (Nectandra lanceolata), lapacho (Tabebuia) y cocó (Allophylus edulis), bajo los cuales se desarrollan las tacuaras bravas (Guadua trinii) y las pitingá (Chusquea uruguayensis). Alternan con estas especies ejemplares de palmito (Euterpe edulis) y pino paraná (Araucaria angustifolia).
La fauna es rica y diversa. El parque es el hábitat natural de tapires (Tapirus terrestris), corzuelas coloradas (Mazama americana), gatos onza (Leopardus pardalis) y el lobitos de río (Lontra longicaudis).

Las aves están ampliamente representadas. En cercanías del área se han observado ejemplares de águila viuda (Spizaetus melanoleucus), curiango (Nyctidromus albicollis), tucán pico verde (Ramphastos dicolorus), arasarí fajado (Pteroglossus castanotis) y tiluchi colorado (Drymophila rubricollis).